# Шалешка долина
Шалешка долина (словен. Šaleška dolina) или Велењска котлина (словен. Velenjska kotlina) је долина на северном делу Словеније у делу северозападних предалпских брда. 
На западу долине почињу Камничкосвињски Алпи, на истоку Похорје док се на југу налазе Посавска брда. Долина се простире у смеру северозапад-југоисток. Дуга је око осам километара и широка приближно два. На северу је затворена високим брдима. Највећи врх је Смерковец - 1569 метара надморске висине. Северни део долине је наставак планине Караванке. Због тога север има слабије саобраћајне везе. Југ долине је знатно нижи од севера. На јужни ивици је Шоштањска преломница. Код ње је котлина саобраћајно отворена према западу. На крају долине се налази града Велење. 
Од текућих вода набитнија је река Пака у која из северозапада добије више притока као што су Требушница, Верижељ и Слатина. Пака се касније излива у Савињу. Због рударства су се у долини оформила три језера - Велењско језеро, Шоштањско или Дружмирско језеро и Шкалско језеро. Језера која су настала због екплотације угља на простору села Шкале, Дружмире и Прелоге. Села су због стварања угља селно или у селости нестала. Изглед долине се и даље мења.
Котлина је настала у касном кенозоику тј. у касном терцијару - плиоцену. Тада су се појавиле преломнице које су почеле да дижу и спуштају земљиште. Површина земље се смежурала и дно је почело тонути. Између песка и иловице су почели настајати лигнити. Данас угаљ представља највеће рудно богатсво овог краја. Велењска котлина је поред Љубљанског барја тектонски најмађа површина у Словенији.